# Plectranthias ferrugineus
Plectranthias ferrugineus là một loài cá biển thuộc chi Plectranthias trong họ Cá mú. Loài này được mô tả lần đầu tiên vào năm 2021.

## Từ nguyên
Tính từ định danh ferrugineus trong tiếng Latinh có nghĩa là "có màu rỉ sắt, nâu đỏ", hàm ý đề cập đến màu sắc khi vừa mới chết của loài cá này.

## Phân bố và môi trường sống
P. ferrugineus hiện chỉ được biết đến dọc theo bờ biển từ thềm Tây Bắc (Tây Úc) đến biển Arafura (Bắc Úc), được tìm thấy ở độ sâu khoảng 95–109 m.
Từ cảnh quay dưới biển cho thấy, môi trường sống của loài này bao gồm cát là nền cát hoặc bùn mịn với sự phát triển dày đặc của huệ biển và bọt biển hình chén.

## Mô tả
Chiều dài lớn nhất được biết đến ở P. ferrugineus là 4,5 cm. Cá có màu màu nâu nhạt với 5 đốm đỏ nâu dọc lưng, và một hàng 5 đốm tương tự ngay dưới đường bên. Các vệt đốm khác mờ hơn thuộc màu thổ hoàng, thổ chu khắp cơ thể. Gai vây lưng màu hồng đến vàng nhạt với 1–2 chấm nhỏ màu nâu đỏ đến xám sẫm ở nửa ngoài mỗi gai, có thêm một đốm xám sẫm mờ giữa gai thứ bảy và thứ tám. Có một đốm đỏ nâu trên gốc vây đuôi.
Số gai vây lưng: 10; Số tia vây lưng: 14–16; Số gai vây hậu môn: 3; Số tia vây hậu môn: 7; Số tia vây ngực: 13–14; Số vảy đường bên: 27–39.